# Lew Archer e il brivido blu
Lew Archer e il brivido blu (titolo originale The Blue Hammer) è un romanzo poliziesco scritto da Ross Macdonald. La versione originale è stata pubblicata nel 1976. In Italia è uscito nella collana Il Giallo Mondadori nel 1977 con il n. 1507 e nel 2000 ne I Classici del Giallo Mondadori con il n. 864.

## Trama
Lew Archer viene ingaggiato dai coniugi Biemeyer per indagare su un furto di un quadro di loro proprietà. In seguito alla sparizione del dipinto avverranno due delitti, Lew Archer comprende che i tre fatti, nonché la sparizione dell'artista che ha dipinto il quadro e un terzo delitto, sono collegati.

## Personaggi
- Lew Archer : investigatore privato
- Jack Biemeyer : magnate del rame
- Ruth e Doris Biemeyer: moglie e figlia di Biemeyer
- Betty Jo Siddon: giornalista
- Francine Chantry: moglie del pittore del dipinto
- Rico: servitore de Chantry
- Gerard Johnson: alcolizzato
- Sarah e Fred Johnson: moglie e figlio di Johnson
- Paul Grimes: mercante d'arte
- Jaunita e Paola Grimes: moglie e figlia di Grimes
- Simon Lashman: anziano pittore
- Cyclamen Dew: turisti americani
- Mildred Mead: modella per pittori
- William Mead: figlio della Mead
- Mackendrick: capitano di polizia

## Edizioni in italiano
- Ross Macdonald, Lew Archer e il brivido blu, traduzione di Lidia Ballanti, collana Il Giallo Mondadori n. 1507, Milano 1977.
- Ross Macdonald, Lew Archer e il brivido blu, traduzione di Lidia Ballanti, I Classici del Giallo Mondadori n. 864, 2000.